# 瓦西里·瓦赫鲁舍夫
瓦西里·瓦西里耶维奇·瓦赫鲁舍夫，（俄语：Васи́лий Васи́льевич Ва́хрушев，1902年2月28日—1947年1月13日），苏联党和国家领导人。曾任俄罗斯苏维埃联邦社会主义共和国工业人民委员、人民委员会主席、苏联煤炭工业人民委员等职务。

## 生平
- 1902年2月15日（格里历：2月28日）出生于沙俄图拉市的一个工人家庭。
- 1910年-1915年，图拉工厂锁匠学徒。
- 1915年-1917年，图拉梅德韦杰夫茶炊工厂助理锁匠。
- 1917年-1919年，图拉工厂工人起义军指挥官，图拉劳动青年联盟组织者。1919年加入俄共（布）。
- 1919年-1921年，红军西线明斯克、勒热夫政治部宣传中心服役。
- 1921年9月-1923年，俄共（布）图拉省控制委员会党委书记。
- 1923年-1926年，图拉省刑事调查局局长。
- 1926年-1927年，Tulshveyvata工厂主任。
- 1927年-1931年，图拉州科索戈尔斯基冶金厂厂长。
- 1931年1月-8月，图拉马车厂副厂长。
- 1931年8月-12月，联共（布）莫斯科州委人事部部长助理。
- 1932年-1936年，莫斯科州Kashirskaya发电厂厂长。
- 1936年-1937年，莫斯科州Mosenergostroy工厂厂长。
- 1937年-1938年，俄罗斯苏维埃联邦社会主义共和国工业人民委员。
- 1938年9月-1939年7月，俄罗斯苏维埃联邦社会主义共和国人民委员会副主席。
- 1939年7月-1940年6月，俄罗斯苏维埃联邦社会主义共和国人民委员会主席。
- 1939年10月-1946年1月，苏联煤炭工业人民委员。
- 1946年1月-1947年1月，苏联西部地区煤炭工业人民委员、部长。
- 1947年1月13日于莫斯科逝世，享年44岁。葬于克里姆林宫红场墓园。

瓦赫鲁舍夫是联共（布）18大代表；第18届中央委员；第2届苏联最高苏维埃联盟院代表；第1届俄罗斯苏维埃联邦社会主义共和国最高苏维埃代表。

## 荣誉
- 社会主义劳动英雄称号（1943）
- 两次列宁勋章（1935,1943）
- 劳动红旗勋章（1942）[2]